# Philippe Minyana
Philippe Minyana est un écrivain de théâtre français, né à Besançon en 1946.

## Carrière
Il écrit une cinquantaine de textes de théâtre, édités par L'Avant-scène, les Éditions théâtrales, l'Arche-Éditeur, les Solitaires intempestifs.
Certaines de ses pièces sont diffusées sur France Culture (Lucien Attoun) et France Inter (Patrice Galbeau).
Il reçoit le prix Théâtre de l'Académie Française en 2010 pour l'ensemble de son œuvre.
Deux de ses pièces, Chambres et Inventaires, sont inscrites au programme du baccalauréat à l'option théâtre en 2000 et 2001.
Philippe Minyana est aussi l'auteur de livrets d'opéra :
- Commentaires et Jojo, musique et mise en scène de Georges Aperghis ;
- Leone, musique de Philippe Mion, mise en scène de Philippe Mercier ;
- Anne-Laure et les fantômes, musique Les Trois 8, mise en scène Robert Cantarella ;
- André (opéra de chambre), musique et mise en scène de Marin Favre.
- 100 Miniatures (musique de Bruno Gillet, mise en scène Mireille Larroche).

Pour les pièces 21 rue des sources et Nuit il collabore avec le musicien Nicolas Ducloux.
Il reçoit le Prix Café Beaubourg en 2022.
Il enseigne le jeu théâtral dans différentes écoles et conservatoires et dirige un grand nombre de stages.
Il a également été comédien sur scène et à la radio.

## Œuvres
- 1987 : Inventaires, L'avant-scène théâtre  (ISBN 2749802563)
- 1992 : Les Petits Aquariums, Actes Sud  (ISBN 2869432216)
- 1993 : Chambres, Inventaire et André, Éditions Théâtrales  (ISBN 2-90781-037-5)
- 1993 : Les Guerriers, Volcan et Où va Jérémie ?, Éditions Théâtrales  (ISBN 2-90781-038-3)
- 1996 : La Maison des morts, Éditions Théâtrales  (ISBN 290781088X)
- 1998 : Fin d'été à Baccarat, Éditions Théâtrales  (ISBN 2842600215)
- 1999 : Anne-Laure et les fantômes, Éditions Théâtrales  (ISBN 2842600339)
- 2004 : Le Couloir, Éditions Théâtrales  (ISBN 2842601513)
- 2006 : Histoire de Roberta : ça va, Éditions Théâtrales  (ISBN 2842602250)
- 2007 : Voilà, Tu devrais venir plus souvent, J'ai remonté la rue et j'ai croisé des fantômes, L'Arche éditeur  (ISBN 2851816616)
- 2008 : La Petite dans la forêt profonde/C’est l'anniversaire de Michèle mais elle a disparu, L'Arche éditeur  (ISBN 2851816721)
- 2011 : Les Rêves de Margaret, Sous les arbres, De l’amour, L'Arche éditeur  (ISBN 2851817353)
- 2013 : Cri et Ga cherchent la paix, et autres textes, L'Arche éditeur  (ISBN 2851817906)
- 2014 : Une femme, L'Arche éditeur  (ISBN 9782851818300)
- 2019 : Portrait de Raoul, Solitaires Intempestifs  (ISBN 978-2-84681-580-2)

## Comédien
- 1983 : Ariakos de Philippe Minyana, mise en scène Jean-Christian Grinevald, Christian Schiaretti, théâtre du Quai de la Gare
- 1986 : Lapin lapin d'Élie Bourquin, mise en scène Benno Besson, théâtre de la Ville
- 1986 : Le Dragon d'Evguéni Schwartz, mise en scène Benno Besson, théâtre de la Ville

## Distinctions
- 2010 : grand prix du théâtre de l’Académie française
- 2006 :  Officier de l'ordre des Arts et des Lettres